# Mistrzostwa Europy w Łyżwiarstwie Szybkim w Wieloboju 1903
13. mistrzostwa Europy w łyżwiarstwie szybkim w wieloboju odbyły się w dniach 31 stycznia–1 lutego 1903 roku w Christianii (na Gamle Frogner Stadion), w Norwegii. W zawodach brali udział tylko mężczyźni. Zawodnicy startowali na czterech dystansach: 500 m, 1500 m, 5000 m i 10000 m. Ponieważ żaden łyżwiarz nie wygrał 3 biegów zwycięzcy nie ogłoszono. Miejsca zawodników są nieoficjalne.

## Uczestnicy
W zawodach wzięło udział 18 łyżwiarzy z 3 krajów. Sklasyfikowanych zostało 12.
| Państwa biorące udział w mistrzostwach | Państwa biorące udział w mistrzostwach | Państwa biorące udział w mistrzostwach |
| -------------------------------------- | -------------------------------------- | -------------------------------------- |
| Imperium Rosyjskie                     | Norwegia                               | Szwecja                                |

## Wyniki
- DNS – nie wystartował, DNF – nie ukończył, f – wywrócił się

| Pozycja | Zawodnik         | Kraj               | 500 m      | 5000 m       | 1500 m       | 10000 m       |
| ------- | ---------------- | ------------------ | ---------- | ------------ | ------------ | ------------- |
| (1.)    | Johan Schwartz   | Norwegia           | 47.4 (2.)  | 9:08.2 (1.)  | 2:36.0 (2.)  | 19:30.6 (2.)  |
| (2.)    | Oluf Steen       | Norwegia           | 48.0 (4.)  | 9:14.0 (3.)  | 2:35.0 (1.)  | 19:46.6 (3.)  |
| (3.)    | Theodor Bønsnæs  | Norwegia           | 48.4 (6.)  | 9:16.2 (4.)  | 2:39.4 (5.)  | 19:21.6 (1.)  |
| (4.)    | Franz Wathén     | Imperium Rosyjskie | 47.0 (1.)  | 9:11.6 (2.)  | 2:39.2 (3.)  | 20:08.6 (5.)  |
| (5.)    | Toivo Tillander  | Imperium Rosyjskie | 48.2 (5.)  | 9:25.2 (6.)  | 2:39.4 (5.)  | 20:07.6 (4.)  |
| (6.)    | Sigurd Mathisen  | Norwegia           | 48.6 (8.)  | 9:18.0 (5.)  | 2:41.2 (8.)  | 20:09.2 (6.)  |
| (7.)    | Rudolf Røhne     | Norwegia           | 48.4 (6.)  | 9:30.2 (9.)  | 2:40.4 (7.)  | 20:13.2 (8.)  |
| (8.)    | Martin Sæterhaug | Norwegia           | 49.6 (10.) | 9:30.0 (8.)  | 2:39.2 (3.)  | 20:11.6 (7.)  |
| (9.)    | David Jahrl      | Szwecja            | 47.6 (3.)  | 9:26.4 (7.)  | 2:45.6 (10.) | 20:46.4 (10.) |
| (10.)   | Herman Söderbäck | Szwecja            | 49.6 (10.) | 9:33.4 (10.) | 2:49.6 (12.) | 20:52.8 (11.) |
| (11.)   | Moje Öholm       | Szwecja            | 51.6 (13.) | 9:34.4 (11.) | 2:54.0 (15.) | 20:45.6 (9.)  |
| (12.)   | Julius Hansen    | Norwegia           | 53.4 (14.) | 9:53.8 (15.) | 2:54.4 (16.) | 20:55.0 (12.) |
| DNS     | Birger Carlsson  | Szwecja            | 53.8 (15.) | 9:51.2 (13.) | 2:52.0 (13.) | DNS           |
| DNS     | Harald Bredstue  | Norwegia           | 49.4 (9.)  | 9:48.2 (12.) | 2:44.2 (9.)  | DNS           |
| DNS     | Johan Rinde      | Norwegia           | 50.0 (12.) | DNS          | 2:53.0 (14.) | 99:59.9 !     |
| DNS     | Thor Poulsen     | Norwegia           | DNS        | 9:53.2 (14.) | 2:47.4 (11.) | 21:24.0 (13.) |
| DNS     | Emil Björklund   | Szwecja            | DNS        | 9:59.9 !     | 9:59.9 !     | DNF           |
| DNS     | Josef Jahnzon    | Szwecja            | DNS        | DNF          | 9:59.9 !     | 99:59.9 !     |